# 索卡巴赫河
48°59′52″N 12°38′24″E / 48.997863°N 12.639953°E

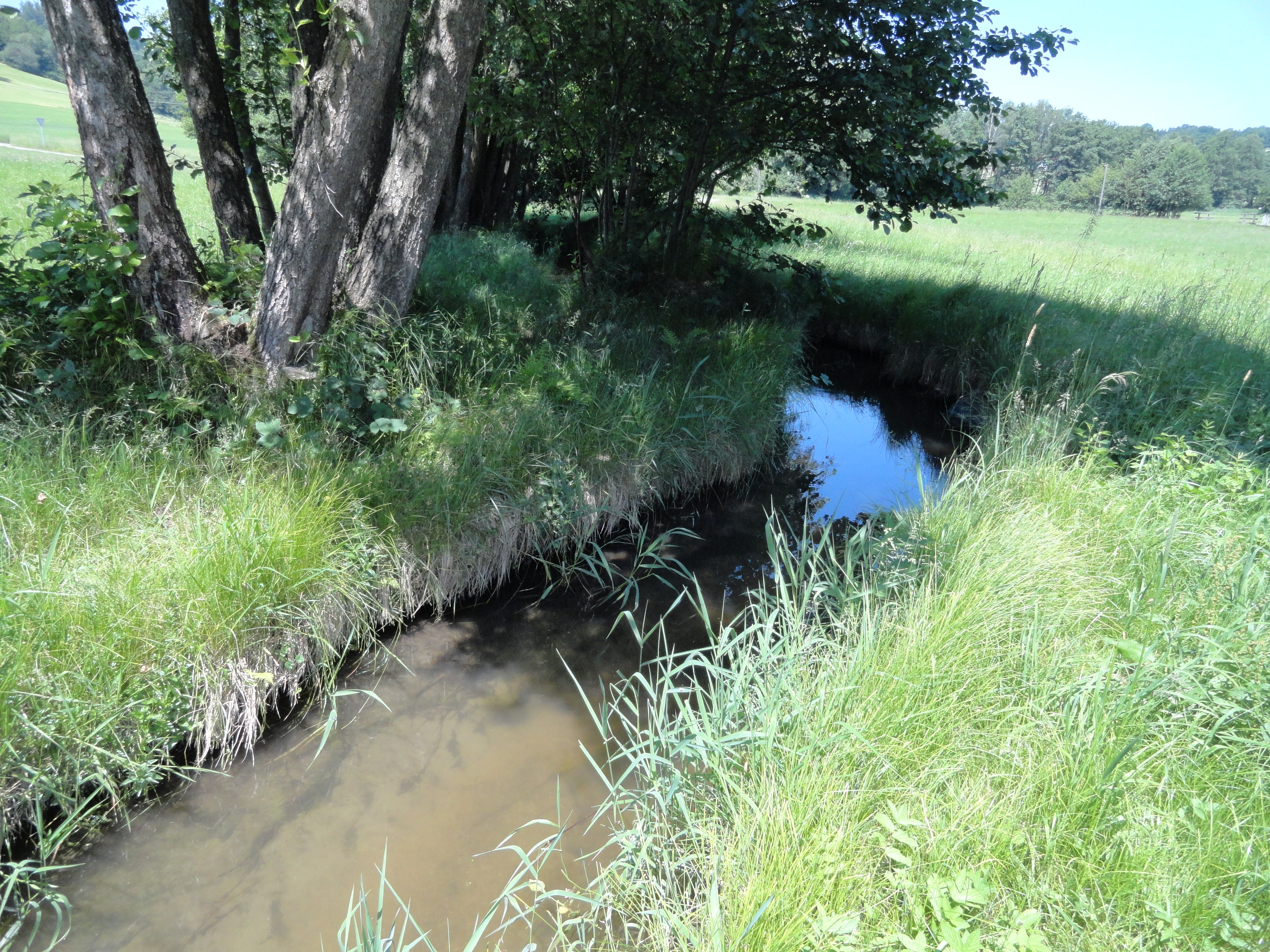

索卡巴赫河是德國的河流，位於該國東南部，由巴伐利亞負責管轄，屬於金薩赫河的右支流，河道全長7.1公里，流域面積9.7平方公里。